# Guillem X d'Aquitània

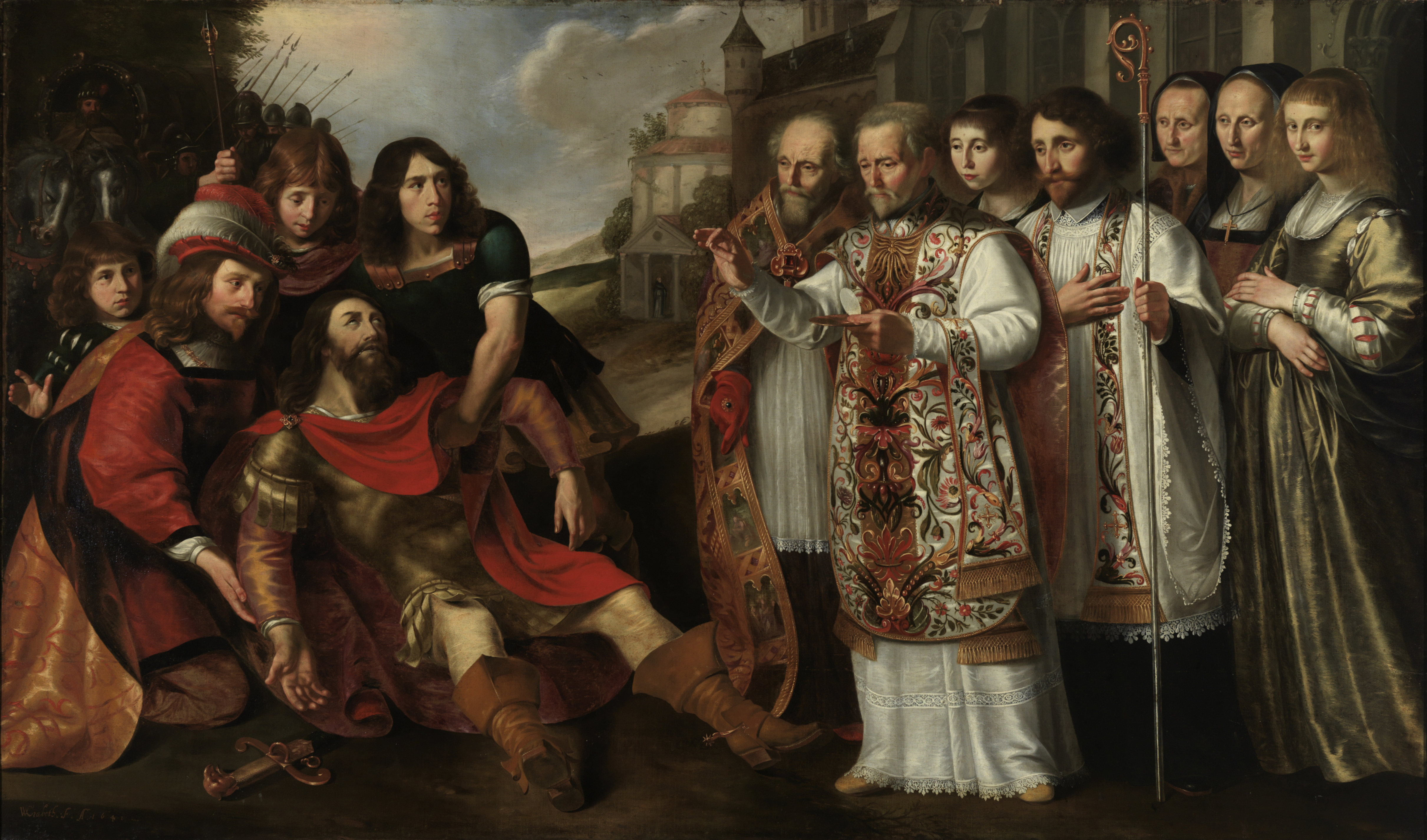
Conversió d'en Guillem per Sant Bernat de Claravall, oli de Wouter Crabeth II (1641)

Guillem X d'Aquitània, anomenat el de Tolosa o el Sant, va néixer en 1099 i va ser el darrer comte de Poitiers i l'últim membre de la dinastia dels Rainúlfides. Va ser comte de Poitiers amb el nom de Guillem VIII i duc d'Aquitània com a Guillem X entre 1126 i 1137 (a Gascunya fou duc com a Guillem V de Gascunya).

## Biografia
Era fill de Guillem IX el Trobador, a qui succeí, i de Felipa, filla de Guillem IV de Tolosa, comte de Tolosa. A l'inici del seu regnat va pagar un rescat al seu vassall Guillem de Lezay a canvi de l'alliberament de diversos senyors que aquest tenia presoners, destacant Hug VII de Lusignan. A la mateixa època es va veure confrontat a les intrusions a Aquitània del rei Lluís VI de França, erigit en defensor del bisbe de Clarmont d'Alvèrnia; el rei va cremar Montferrand i va assetjar Clarmont i el comte va cridar en ajut a Guillem X però aquest es va sotmetre al rei i li va retre homenatge.
Mal aconsellat, va donar suport, durant cinc anys des de 1130, a l'antipapa Anaclet II. Després d'una entrevista amb sant Bernat de Claravall, canvia la seva actitud i reconegué com a papa a Innocenci II.

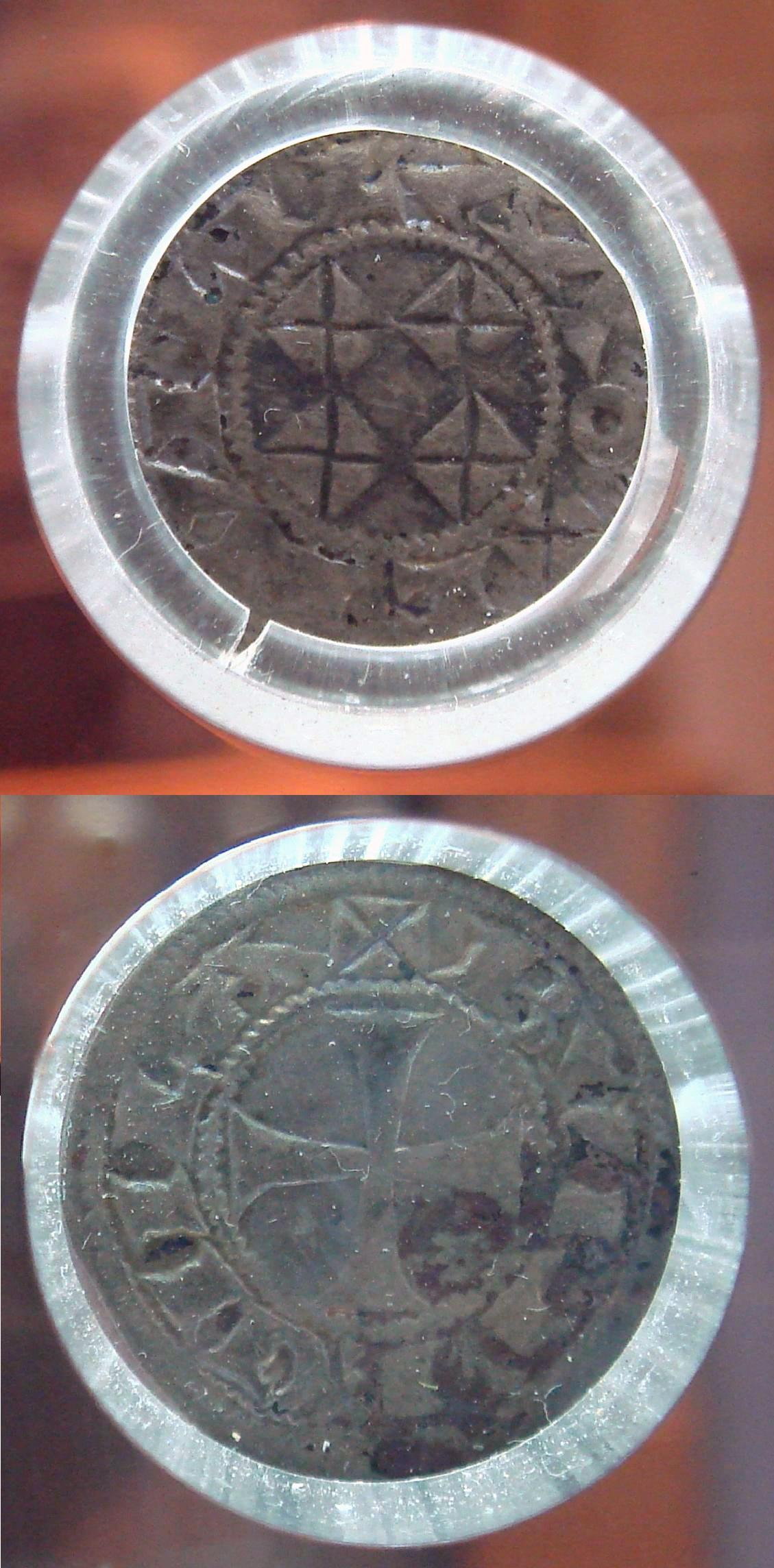
Moneda de Guillem X

El 1135 es va aliar al duc d'Anjou Jofré V d'Anjou «el bell» (Jofré V Plantagenet, que amb 15 anys va rebre el comtat del seu pare el 1129) que reclamava les corones d'Anglaterra i Normandia, sense èxit; aprofitant el moment alguns senyors angevins van aprofitar per recuperar la seva autonomia i el principal fou el vassall angeví Isembert de Châtelaillon al qual se li va oposar Teobald de Blaison que es va tancar a la fortalesa de Mirebeau i va cridar en ajut a Guillem X que es va mostrar disposat a donar-li però Jofré V va assetjar la plaça i Guillem no va voler trencar l'aliança amb el comte d'Anjou; així Teobald es va haver de rendir i Guillem i Jofré van liquidar el malentès; la regió de Mirebeau fou annexionada al comtat d'Anjou. En canvi la submissió d'un altre vassall, Isembert de Chatelaillon, li va permetre adquirir el domini dels ports de l'Aunis i dels ingressos que en formaven part. El setembre de 1136 va ajudar a Jofré V en la conquesta de Normandia. Al retorn a Poitou va haver de castigar el comte d'Angulema que havia aprofitat la seva absència per apoderar-se d'alguns dominis.
Va emprendre el pelegrinatge a Sant Jaume de Compostel·la i va morir en el camí. A les seves últimes voluntats, va demanar al rei de França, Lluís el Gras que consentís el matrimoni entre el seu fill Lluís i la seva filla Elionor d'Aquitània, que després seria reina d'Anglaterra.
Al final de l'edat mitjana es va convertir en un personatge llegendari, en bona part confós amb altres figures com Sant Guillem I de Tolosa (que és el veritable Sant Guillem d'Aquitània) i Sant Guillem de Malavalle, eremita i fundador dels guillemins. Mai no va ser beatificat ni canonitzat, no ha rebut cap mena de culte ni va tenir cap vinculació amb la vida eclesiàstica.

## Núpcies i descendents
El 1121 es va casar amb Elionor de Châtellerault, la filla de la Maubergeona o Perillosa, vescomtessa adúltera amistançada amb Guillem IX (per tant filla de la de facto madrastra del mateix Guillem). El 1122 va néixer Alienor o Elionor d'Aquitània. Van tenir també un fill, Guillem, que va morir jove, i una filla, Alix (Petronille) que es va casar amb el senescal de França Raül de Vermandois.
El seu testament fou fet oralment i transmès tot seguit al bisbe de Bordeus Jofré de Loriol: deixava hereva a Elionor i com que encara era una nena la confiava a la custòdia del rei Lluís VI de França a qui encarregava de conservar-li els dominis i casar-la, casament pel qual el rei de França ja tenia un marit acordat, el seu fill Lluís (el futur Lluís VII de França); aquesta designació es feia per les eventuals reclamacions del legítim hereu dels títols i dominis, en Ramon, el germà de Guillem, que era príncep d'Antioquia; tanmateix la figura del rei de França era la més adient per fer front a la indisciplina o les reclamacions dels comtes de Tolosa, Anjou, i els vescomtes de Thouars i de Llemotges.